# Споторно
Споторно (італ. Spotorno, ліг. Spotorno) — муніципалітет в Італії, у регіоні Лігурія, провінція Савона.
Споторно розташоване на відстані близько 420 км на північний захід від Рима, 50 км на південний захід від Генуї, 10 км на південний захід від Савони.

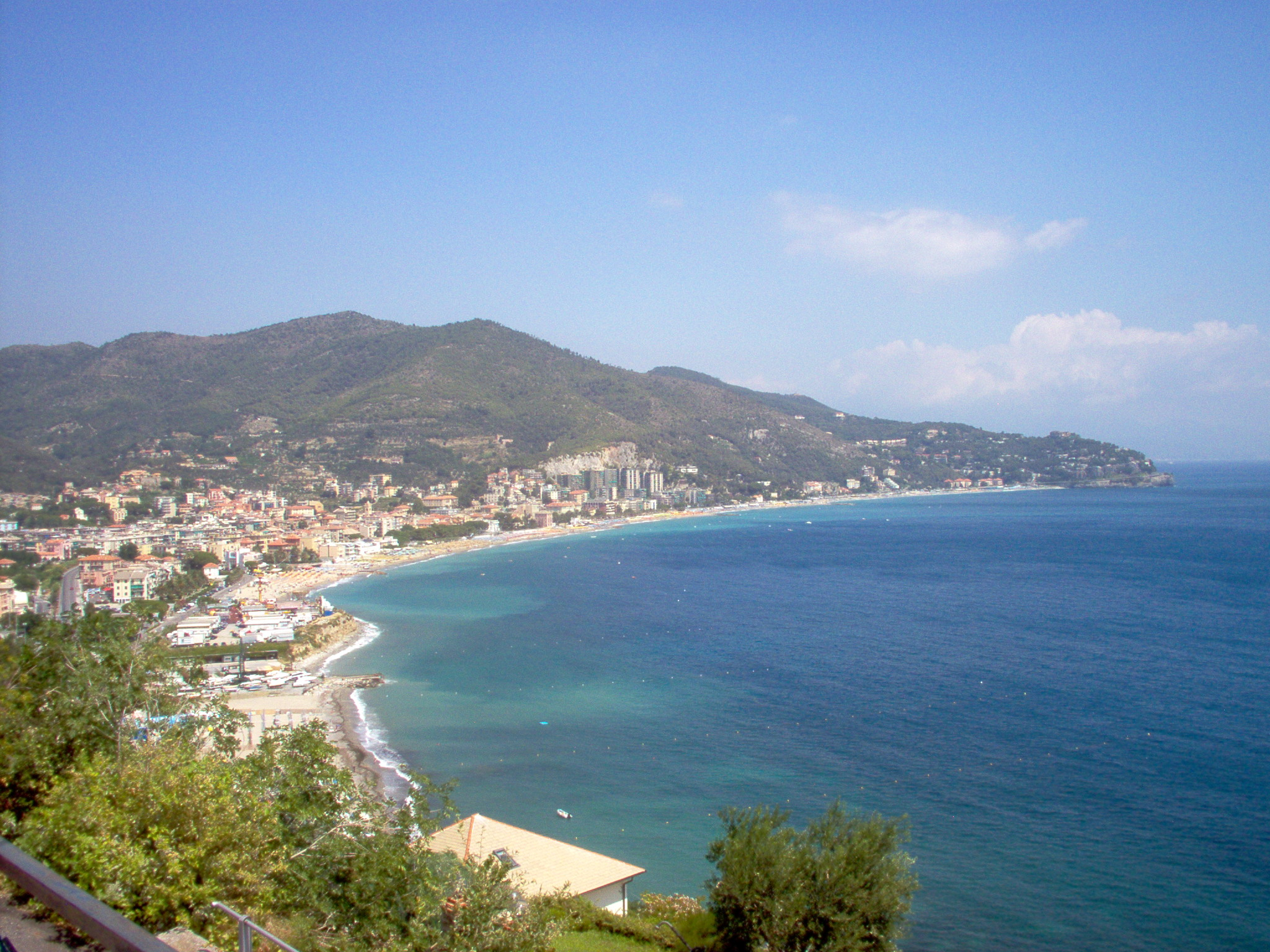

Населення — 3854 особи (2014).

## Демографія
Населення за роками:

Станом на 1 січня 2023 року в муніципалітеті офіційно проживало 227 іноземців з 32 країн, серед них 37 громадян країн Євросоюзу та 10 громадян України.

## Сусідні муніципалітети
- Берджеджі
- Нолі
- Вадо-Лігуре
- Вецці-Портіо